# Коверсада
Коверсада или Куверсада је ненасељено острвце у хрватском делу Јадранског мора у акваторији општине Врсар.
Острво је једно од 9 острвца која се налазе у тој акваторији на западној обали Истре преко пута истоименог туристичког насеља, јужно од места Врсар. Површина Фенере износиоси 0,067 км². Дужина обалске линије је 0,99 км.. Највиши врх на острву је висок 12 метара.
Острвце Коврсада је део туристичког комплекса Koversada Park Camping Resort. Овај ризорт је подељен на два дела: Koversada Uncovered Naturist Kamp, намењен натуристима, и Koversada Covered Kamp за такозване текстилне госте.
Острвце је историјски значајно јер се сматра колевком натуризма на Јадрану, али данас припада текстилном делу кампа. На острвцету су гостима на располагању парцеле, а приступ моторним возилима није дозвољен. Са копном је повезан мостом.